# Nghệ Tĩnh
Nghệ Tĩnh là một tỉnh cũ thuộc vùng Bắc Trung Bộ Việt Nam, tồn tại từ năm 1976 đến năm 1991.
Địa bàn tỉnh Nghệ Tĩnh hiện nay tương ứng với hai tỉnh Nghệ An và Hà Tĩnh.

## Địa lý
Tỉnh Nghệ Tĩnh có vị trí địa lý:
- Phía bắc giáp tỉnh Thanh Hóa
- Phía nam giáp tỉnh Bình Trị Thiên (1976-1989), Quảng Bình (1989-1991)
- Phía đông giáp vịnh Bắc Bộ
- Phía tây giáp Lào.

### Diện tích, dân số
- Diện tích (1991): 22.502 km²
- Dân số (1991): 3.311.532 người

## Lịch sử
Hai tỉnh Nghệ An và Hà Tĩnh dưới thời nhà Đinh, nhà Tiền Lê vốn cùng thuộc một đơn vị hành chính gọi là Hoan Châu. Đến thời nhà Lý, năm 1030, bắt đầu gọi là châu Nghệ An và từ năm 1490 (thời Hậu Lê) gọi là xứ Nghệ An. Thời nhà Tây Sơn gọi là Nghĩa An trấn, thời nhà Nguyễn, Gia Long lại đặt làm Nghệ An trấn.
Năm 1831, vua Minh Mạng chia Nghệ An trấn thành 2 tỉnh: Nghệ An (phía Bắc sông Lam) và Hà Tĩnh (phía nam sông Lam).
Ngày 27 tháng 12 năm 1975, Quốc hội ban hành nghị quyết hợp nhất hai tỉnh Nghệ An và Hà Tĩnh thành tỉnh Nghệ Tĩnh.
Sau khi hợp nhất, tỉnh Nghệ Tĩnh có 27 đơn vị hành chính trực thuộc, bao gồm: thành phố Vinh, thị xã Hà Tĩnh và 25 huyện: Anh Sơn, Cẩm Xuyên, Can Lộc, Con Cuông, Diễn Châu, Đô Lương, Đức Thọ, Hưng Nguyên, Hương Khê, Hương Sơn, Kỳ Anh, Kỳ Sơn, Nam Đàn, Nghi Lộc, Nghi Xuân, Nghĩa Đàn, Quế Phong, Quỳ Châu, Quỳ Hợp, Quỳnh Lưu, Tân Kỳ, Thạch Hà, Thanh Chương, Tương Dương, Yên Thành. Tỉnh lỵ của tỉnh đặt tại thành phố Vinh.
Ngày 12 tháng 8 năm 1991, kỳ họp thứ 9 Quốc hội khóa VIII ra nghị quyết chia tỉnh Nghệ Tĩnh để tái lập tỉnh Nghệ An và tỉnh Hà Tĩnh:
- Tỉnh Hà Tĩnh gồm thành phố Hà Tĩnh và 8 huyện: Cẩm Xuyên, Can Lộc, Đức Thọ, Hương Khê, Hương Sơn, Kỳ Anh, Nghi Xuân, Thạch Hà.
- Tỉnh Nghệ An gồm thành phố Vinh và 17 huyện: Anh Sơn, Con Cuông, Diễn Châu, Đô Lương, Hưng Nguyên, Kỳ Sơn, Nam Đàn, Nghi Lộc, Nghĩa Đàn, Quế Phong, Quỳ Châu, Quỳ Hợp, Quỳnh Lưu, Tân Kỳ, Thanh Chương, Tương Dương, Yên Thành.